# Масаны (Гомельская область)
Масаны (бел. Масаны) — упразднённая деревня в Хойникском районе Гомельской области Беларуси. Входил в состав Стреличевского сельсовета.
Расположена на территории Полесского радиационно-экологического заповедника, недалеко от границы с Украиной.
В связи с радиационным загрязнением после катастрофы на Чернобыльской АЭС жители (21 семья) переселены в чистые места.

## География

### Расположение
В 44 км на юг от районного центра и железнодорожной станции Хойники (на ветке Василевичи — Хойники от линии Гомель — Калинковичи), в 147 км от Гомеля.

## Транспортная сеть
Транспортные связи по просёлочной, затем автомобильной дороге Довляды — Хойники. Планировка состоит из чуть изогнутой улицы, близкой к меридиональной ориентации, к которой с юго-востока присоединяется прямолинейная улица. Застроена двусторонне, деревянными усадьбами.

## История
Обнаруженные археологами стоянка среднего неолита (в 0,5 км на север от деревни) и стоянка эпохи мезолита (в 2 км на юго-восток от деревни) свидетельствуют о заселении этих мест с давних времён. По письменным источникам Масаны известны с 1526 года, из записи игумена Михайловского (Златоверхого) монастыря в Киеве Макария, в котором читаем: «зъ Масановича земле две ведре меду идетъ». Определённо, речь шла о человеке-первопоселенце Масановиче. В описании Чернобыльского замка 1552 г. уже во множественном числе — «Масоновичи». После Масаны были собственностью шляхецкого рода Францкевичей-Радзиминских, а в 1634 г. владельцем их назван Ипполит Радкевич.
После 2-го раздела Речи Посполитой (1793 год) в составе Российской империи. Крестьянин Рафаил Александрович Грузевич в 1876 году владел в Масанах и Борщёвке 278 десятинами земли, дворянин Ян Феликсович Грузевич имел в Масанах 262 десятины, дворянка Мария Казимировна Стравинская — 380 десятин. Согласно переписи 1897 года в Дерновичской волости Речицкого уезда Минской губернии.
С 8 декабря 1926 года до 30 декабря 1927 года центр Масановского сельсовета Комаринского района Речицкого с 9 июня 1927 года Гомельского округов. В 1930 году организован колхоз «Ударник», работали кузница, ветряная мельница, конная круподёрка. Во время Великой Отечественной войны оккупанты 22 мая 1943 года убили 170 жителей и 23 мая 1943 года 34 жителей посёлка Перевесье (похоронены в могилах жертв фашизма на кладбище, в 1 км на северо-запад от деревни), полностью сожгли деревню. 29 жителей погибли на фронте. Согласно переписи 1959 года входила в состав колхоза «Новая жизнь» (центр — деревня Радин).
В 1994 году, в единственном уцелевшем доме была создана научная станция ПГРЭЗ, где вахтовым методом проживают двое учёных.

## Население

### Численность
- 2004 год — жителей нет.

### Динамика
- 1834 год — 5 дворов.
- 1850 год — 36 жителей.
- 1897 год — 21 двор, 146 жителей; на одноимённом хуторе — 8 дворов, 43 жителя (согласно переписи).
- 1940 год — 72 двора, 385 жителей.
- 1959 год — 160 жителей (согласно переписи).
- 2004 год — жителей нет.

## Достопримечательность
- Могила жертвам фашизма, где похоронено 214 жителей деревни, расстрелянных немецко-фашистскими захватчиками 22.05.1943. В 1975 году обелиск установлен на кладбище.
- Могила жертвам фашизма. Расположена в 1 км на северо-запад от деревни. Похоронено 34 мирных жителя сожжённого посёлка Перевесье (18 дворов), замученных немецко-фашистскими захватчиками 23.05.1943. После войны посёлок не восстанавливался. Увековечен в мемориальном комплексе "Хатынь". В 1967 году на могиле установлен обелиск.